# NGC 14
NGC 14 (również PGC 647, UGC 75 lub Arp 235) – galaktyka nieregularna (IBm), znajdująca się w gwiazdozbiorze Pegaza. Odkrył ją William Herschel 18 września 1786 roku.